# الماگرو، سیوداد رییل
الماگرو، سیوداد رییل (به اسپانیایی: Almagro, Ciudad Real) یک شهرستان در اسپانیا است که در کاستیا-لامانچا واقع شده‌است.

## خصوصیات
الماگرو ۲۴۹٫۷۳ کیلومترمربع مساحت و ۸٬۵۸۱ نفر جمعیت دارد و ۶۴۶ متر بالاتر از سطح دریا واقع شده‌است.